# Cantar lontano
Le Cantar lontano est une pratique vocale du XVIIe siècle qui voit les chanteurs placés stratégiquement dans l'espace de l'église, à une certaine distance entre eux et avec l'orgue, afin de créer un effet stéréo lors de l'exécution de la musique polyphonique.
La première documentation sur ce sujet date de 1612. Cette année-là, fut imprimé à Venise le traité Sacri concentus d'Ignazio Donati, qui décrit les techniques et les méthodes d'exécution. La disposition des chanteurs et la distance entre eux et l'orgue de l'église étaient calculées afin de parvenir à une répartition sonore similaire à celle obtenue avec les systèmes actuels, stéréo ou Surround. Le lieu et les propriétés acoustiques de l'architecture ont été conçus pour optimiser les effets de la polyphonie de groupe et des instruments de musique. Le retard et l'écho de l'église ont été soigneusement conçus pour permettre la bonne exécution de la musique, afin de parvenir à une harmonie maximale. Les chanteurs ont dû faire face à une grande difficulté d'exécution: disposés à distance du chœur, ils n'étaient pas en contact visuel avec les autres et devaient tenir compte du retard perçu du son des autres intervenants.

## Source
- (it) Cet article est partiellement ou en totalité issu de l’article de Wikipédia en italien intitulé « Cantar lontano » (voir la liste des auteurs).

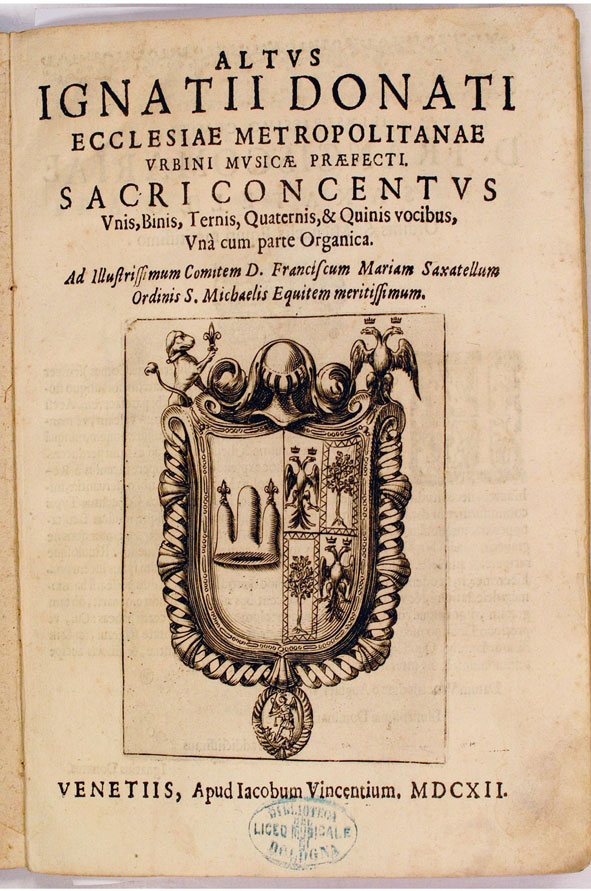
Frontispice du "Sacri concentus", Ignazio Donati 1612
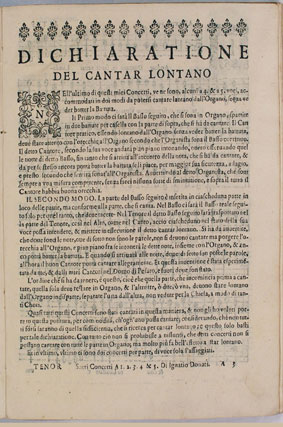
Description du cantar lontano "Sacri concentus" Ignazio Donati 1612